# Wesoła (Kraków)

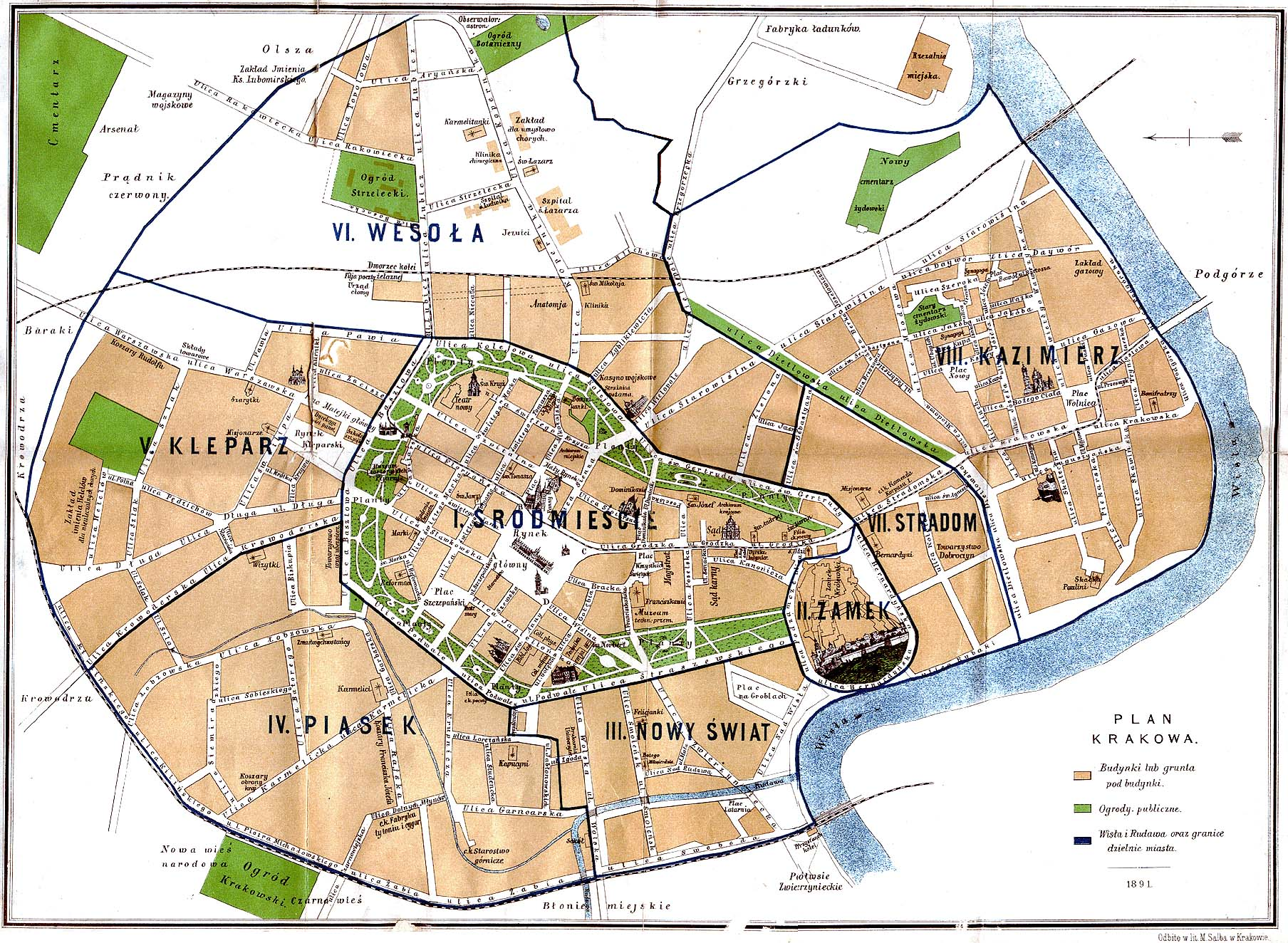
Historische Stadtbezirke (1891)

Wesoła – Dzielnica VI im Jahr 1916

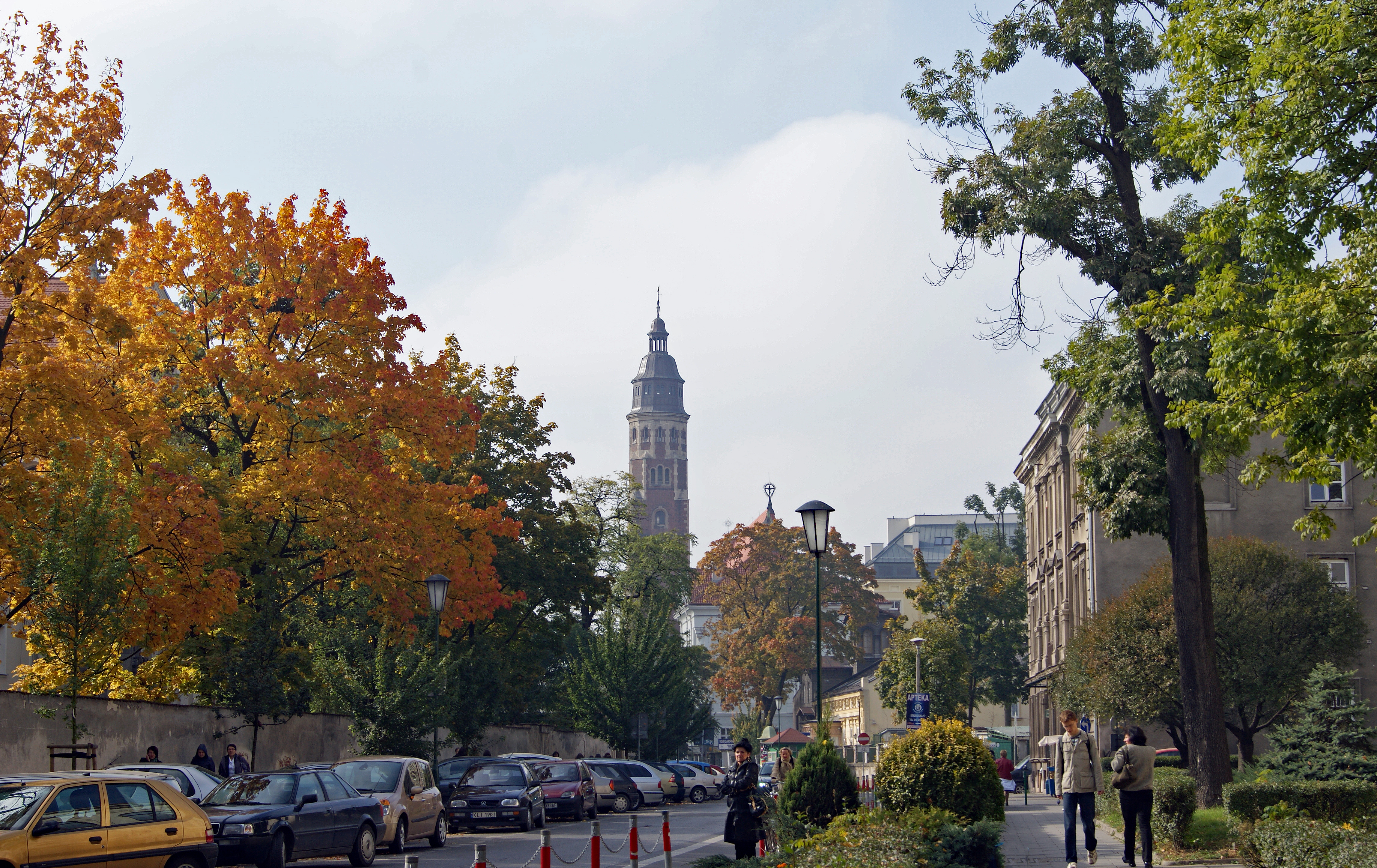
Kopernika-Straße in Wesoła

Wesoła ist ein Stadtteil der Großstadt Krakau in Polen, der seit 1990 zu den Stadtbezirken I Stare Miasto (deutsch 1 Altstadt) und II Grzegórzki gehört. Als 1973 die kleinteilige Stadtgliederung aufgelöst wurde, kam er bis 1990 zum Stadtbezirk Śródmieście (Innenstadt).

## Lage
Wesoła grenzt im Westen an die „Planty“. Diese bezeichnen Parkanlagen, die auf dem Gebiet der niedergelegten Stadtbefestigungen entstanden. Im Norden liegt der Stadtteil Warszawskie, im Osten Grzegórzki. Der Stadtteil Wesoła grenzt im Süden an Stradom und Kazimierz.

## Geschichte
Die Vorstadt wurde zunächst St.-Nikolai nach der im 11. Jahrhundert erwähnten Nikolauskirche im Mittelalter benannt. Dort entwickelten sich die meistens nach Adelsfamilien benannten Jurydyken wie Radziwiłłowskie, Morsztynowskie, Lubicz, aber auch Strzelnica. Der Name Wesoła kommt aus dem im Jahr 1649 von Katarzyna Zamojska gegründeten Vorwerk. Unter diesem Namen wurde die Vorstadt im Jahr 1800 nach Krakau eingemeindet und wurde mit Kleparz zum Stadtteil (Dzielnica) II, in den Jahren 1867 bis 1947 die eigene Katastralgemeinde VI.
Die Achse der Vorstadt war der Handelsweg von Krakau durch das Nikolai-Tor, Mogiła und Sandomierz nach Russland (heute die Kopernika-Straße).
Der Stadtbezirk hatte bei der Volkszählung von 1900 310 Häuser mit 14.447 Einwohnern, davon war die Mehrheit polnischsprachig (12.993) und römisch-katholisch (12.151), aber es gab auch 2004 Juden, 187 Griechisch-Katholische (die größte Zahl in Krakau) und 519 Deutsch- und 38 Ruthenischsprachige.
Wesoła war von 1948 bis 1951 Teil des dritten Stadtbezirks Grzegórzki.

## Baudenkmale (Auswahl)
Der Stadtteil ist Teil eines Gebiets, das als historischer Stadtkomplex (historyczny zespół miasta) am 16. September 1994 durch präsidiale Verordnung von Lech Wałęsa zum Geschichtsdenkmal (Pomnik historii) erklärt wurde.
- Herz-Jesu-Basilika
- Mariä-Empfängnis-Kirche
- Theresienkirche
- Botanischer Garten